# Nick Wechsler (Schauspieler)

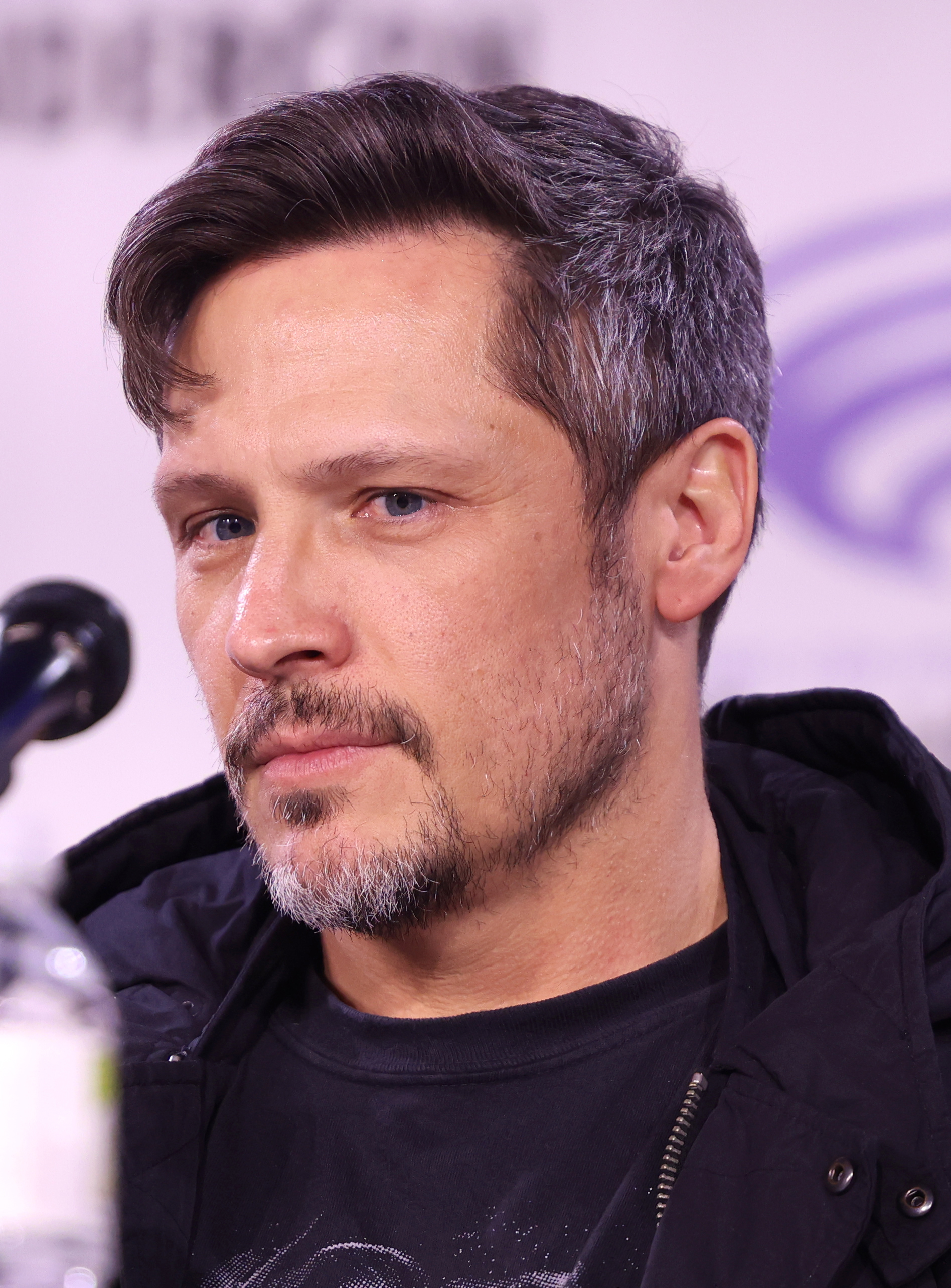
Nick Wechsler (2025)

Nick Wechsler (* 3. September 1978 in Albuquerque, New Mexico) ist ein US-amerikanischer Schauspieler.

## Leben
Nach dem Besuch der High School zog Wechsler, das fünfte von acht Kindern, nach Hollywood, um hier seinen Traum von der Schauspielerei zu verwirklichen. Er wurde vor allem als Hauptdarsteller der Fernsehserien Team Knight Rider und Roswell bekannt.
Als Gastdarsteller war er in vielen weiteren Fernsehserien zu sehen, darunter in Malcolm mittendrin, Tru Calling – Schicksal reloaded!, Cold Case – Kein Opfer ist je vergessen, Crossing Jordan – Pathologin mit Profil und Lie to Me. Für seine Mitwirkung bei Roswell wurde er mit einer Nominierung für den Teen Choice Award bedacht. Von 2011 bis zum Ende der Serie 2015 spielte er in Revenge die Rolle des Jack Porter.

## Filmografie (Auswahl)
- 1996: Danielle Steel – Es zählt nur die Liebe (Full Circle, Fernsehfilm)
- 1997–1998: Team Knight Rider (Fernsehserie, 22 Episoden)
- 1999–2002: Roswell (Fernsehserie, 47 Episoden)
- 2000: Chicks, Man
- 2003 Malcolm mittendrin (Malcolm in the Middle, Episode 4x18)
- 2007–2008: Without a Trace – Spurlos verschwunden (Without a Trace, Fernsehserie, drei Episoden)
- 2010: Switchback
- 2011–2015: Revenge (Fernsehserie, 89 Episoden)
- 2017: Chicago P.D. (Fernsehserie, sechs Episoden)
- 2017–2018: Der Denver-Clan (Fernsehserie, vier Episoden)
- 2018: Shades of Blue (Fernsehserie, neun Episoden)
- 2019–2022: This Is Us – Das ist Leben (This Is Us, Fernsehserie, vier Episoden)
- 2019: For All Mankind (Fernsehserie, drei Episoden)
- 2021: All Rise – Die Richterin (Fernsehserie, drei Episoden)
- 2022: The Boys (Fernsehserie, drei Episoden)
- seit 2025: The Hunting Party (Fernsehserie)